# Soulseek
Soulseek est un réseau d'échange de fichiers de type peer-to-peer (P2P) mono-source (contrairement à Kazaa ou eMule). Le terme « Soulseek » peut se référer soit à l'un des deux réseaux, soit à l'une des trois interfaces clients officielles. En tant qu'application, Soulseek prend la forme d'un logiciel pour Windows, mais il existe des implémentations Linux (Nicotine+, Museek) ou Mac OS (SolarSeek).
Créé par Nir Arbel, auparavant programmeur pour Napster, Soulseek se concentre sur la musique. On peut cependant y trouver des images et des fichiers textes, et éventuellement de la vidéo et des logiciels. Les applications, de plus, offrent la possibilité de converser entre utilisateurs.
Le réseau est apprécié plus particulièrement par les amateurs de musiques alternatives, expérimentales et underground, moins présentes sur les réseaux P2P plus connus.
Plusieurs communautés se sont formées via Soulseek, chacune spécialisée sur un style de musique bien spécifique, et, bien souvent, distribuant de la musique indépendante produite uniquement par les membres de la communauté.

## Historique
Dans les années 2000 la base d'utilisateurs de Soulseek était principalement composée de membres de la liste diffusion IDM, et les fichiers partagés sur le réseau étaient essentiellement des morceaux de musique électronique, souvent composés par les utilisateurs eux-mêmes. Les développeurs sortaient de nouvelles versions du client très fréquemment, prenant en compte les demandes de nouvelles fonctionnalités et les signalements de bugs envoyés par les utilisateurs, qui aidaient beaucoup le développeur Nir Arbel.
Il n'existe pas de publication connue sur le niveau de fréquentation et son évolution au fil du temps, mais Soulseek connut notamment une forte hausse de sa fréquentation quand le site web Audiogalaxy fut fermé en 2002. Le 26 décembre 2006, dans une interview, Nir Arbel déclare que Soulseek compte plus d'un million d'utilisateurs et qu'entre 80 000 et 100 000 utilisateurs étaient connectés simultanément aux heures de pointes.

## Présentation

### Contenu
Logiciel destiné au partage de fichiers en pair à pair, Soulseek donne accès aux contenus choisis par ses utilisateurs. Historiquement le réseau donne accès à une large variété de musiques, notamment des artistes de la scène underground et indépendante, des morceaux non publiés, des démos et mixtapes, des bootlegs, des enregistrements de lives et des DJ sets. Des contenus soumis au régime du copyright et produits par des majors peuvent aussi y être trouvés.

### Fonctionnement
Soulseek s'appuie sur deux serveurs centraux, l'un supportant le client original et la version 156, l'autre supportant le nouveau réseau (fonctionnant avec les clients 157 et Qt). Ces serveurs jouent un rôle d'intermédiaire via la recherche et les salles de tchat, mais ne participent pas au transfert de fichier lui-même, qui se fait directement entre les utilisateurs concernés. L'algorithme qui fait fonctionner le protocole de recherche de Soulseek n'est pas public, et ne tourne que sur ces serveurs.
Soulseek ne supporte pas le téléchargement multi-source (ou swarming) comme le font la plupart des clients P2P post-Napster, ce qui réduit les performances du service en termes de vitesse de téléchargement.
Les clients 156 et 157 (mais pas Qt) contiennent une fonctionnalité qui permet de bannir certains utilisateurs (ce qui les empêche de réaliser des requêtes), notamment pour lutter contre les free-riders (les utilisateurs qui prennent les fichiers des autres sans partager eux-mêmes) ou tout utilisateur pouvant représenter une nuisance sur le réseau (par des disputes personnelles sur le tchat, ou par la monopolisation des ressources en téléchargeant trop de fichiers par exemple). Cette fonctionnalité de bannissement est un sujet de contentieux au sein de la communauté, et a fait l'objet de nombreuses discussions sur les forums après son introduction.

### Recherche
Les utilisateurs peuvent effectuer des requêtes pour trouver des fichiers ; ils reçoivent une liste de fichiers dont les noms correspondent aux termes entrés. Les recherches peuvent prendre en compte de multiples critères, notamment la possibilité d'exclure certains termes (un utilisateur qui tapera blue suede -shoes recevra par exemple les résultats contenant blue et suede, mais pas shoes), ou de prendre en compte le nom des dossiers qui contiennent les fichiers (ce qui est pratique dans le cas d'une bibliothèque musicale rangée par artistes ou genres). La liste des résultats donne accès à plusieurs informations sur les fichiers : nom complet, dossier contenant, taille, nom de l'utilisateur qui le possède, vitesse moyenne de transfert de ce dernier, et pour les fichiers mp3 des métadonnées telles que le débit binaire, la durée etc. La liste de résultats peut être triée selon plusieurs méthodes, et les fichiers téléchargés individuellement ou par groupe, voire par dossier (ce qui permet de télécharger des albums entiers notamment).

### Transferts, profils et autres
Le client Soulseek montre deux fenêtres permettant de contrôler la progression des transferts (uploads et downloads).
Les utilisateurs peuvent également compléter un profil avec une image et du texte sans mise en forme, notamment pour se présenter, pour décrire brièvement leurs règles de partage, ou pour décrire ce qu'ils aiment ou n'aiment pas. Ces informations peuvent être vues par les autres utilisateurs en sélectionnant leur nom dans la liste des membres dans une salle de tchat ou dans une liste de résultats. Enfin, une « liste de souhaits » est disponible, qui permet de relancer à intervalles réguliers une recherche sur le réseau pour vérifier si un fichier particulier n'est pas apparu dessus.
Il est possible d'acheter un profil privilégié sur Soulseek, en faisant une donation, ce qui donne droit à l'utilisateur de passer avant les autres (non payants) dans la liste des téléchargeurs. L'initiative vise à financer les coûts d'infrastructure du réseau.

## Financement
Soulseek est entièrement gratuit, et se finance sur des donations. En 2008 Nir Arbel souligne à cet égard qu'il gagne peu d'argent en maintenant le réseau, et que les accusations de profit démesuré qui lui sont faites sont injustifiées. Il fait notamment l'objet de poursuites légales en France en 2008 par deux groupes de l'industrie musicale (la SACEM et la SCPP qui représente Universal, BMG, Warner et EMI) ; Soulseek se défausse de toutes accusation de violation de copyright, déclare vouloir promouvoir des artistes qui n'ont pas signé avec des labels, et affiche sur son site : « Soulseek n'encourage ni ne permet le partage de contenu sous copyright. Vous ne devez partager et télécharger que des fichiers dont vous respectez les droits, ou pour lesquels vous avez reçu la permission de partager.